# Habropoda pekinensis
Habropoda pekinensis är en biart som beskrevs av Cockerell 1911. Habropoda pekinensis ingår i släktet Habropoda och familjen långtungebin. Inga underarter finns listade i Catalogue of Life.